# Lile
Lile, hay piquitingas là một chi cá trích nhỏ trong họ Clupeidae. Chúng phân bố ở châu Mỹ và hiện có 04 loài được đăng ký trong chi này.

## Các loài
- Lile gracilis Castro-Aguirre & Vivero, 1990
- Lile nigrofasciata Castro-Aguirre, Ruiz-Campos & Balart, 2002
- Lile piquitinga (Schreiner & A. Miranda-Ribeiro, 1903)
- Lile stolifera (D. S. Jordan & C. H. Gilbert, 1882)